# Virrey Cevallos (centro clandestino de detención)
El Virrey Cevallos fue un centro clandestino de detención y torturas a cargo de un grupo de tareas del servicio de Inteligencia de la Fuerza Aérea Argentina. Funcionaba en un antiguo edificio de la calle Virrey Cevallos al 600, a escasos metros del Departamento Central de la Policía Federal Argentina  y del Palacio del Congreso de la Nación Argentina en el barrio de Montserrat. El CCDTyE funcionó durante todo el período de la dictadura 1976/83.  Se especula que, desde el año 1977, un centenar de detenidos desaparecidos han pasado por este lugar.  A la fecha, enero 2022, se cuenta con el testimonio de nueve sobrevivientes 
Uno de ellos, Osvaldo López, cabo primero mecánico de la Fuerza Aérea y militante del PRT, se fugó de sitio en junio de 1977, aunque luego se presentó ante un juez que actuó con las garantías pertinentes. López, pese a ser un preso legalizado por el PEN en la cárcel de Devoto, fue condenado a 24 años de prisión y penas accesorias de inhabilitación absoluta y degradación. Permanecerá casi 10 años preso, para ser liberado finalmente en noviembre de 1987
 El predio se ubica en un lote de 170 m², disponiendo de dos pisos, un garaje para el ingreso de los detenidos, una sala de torturas, un patio, una escalera, dos celdas, un pasillo y un pequeño baño. A pesar de pertenecer a la Fuerza Aérea, en este CCDTyE también hubo personal del Ejército y de la Policía Federal.

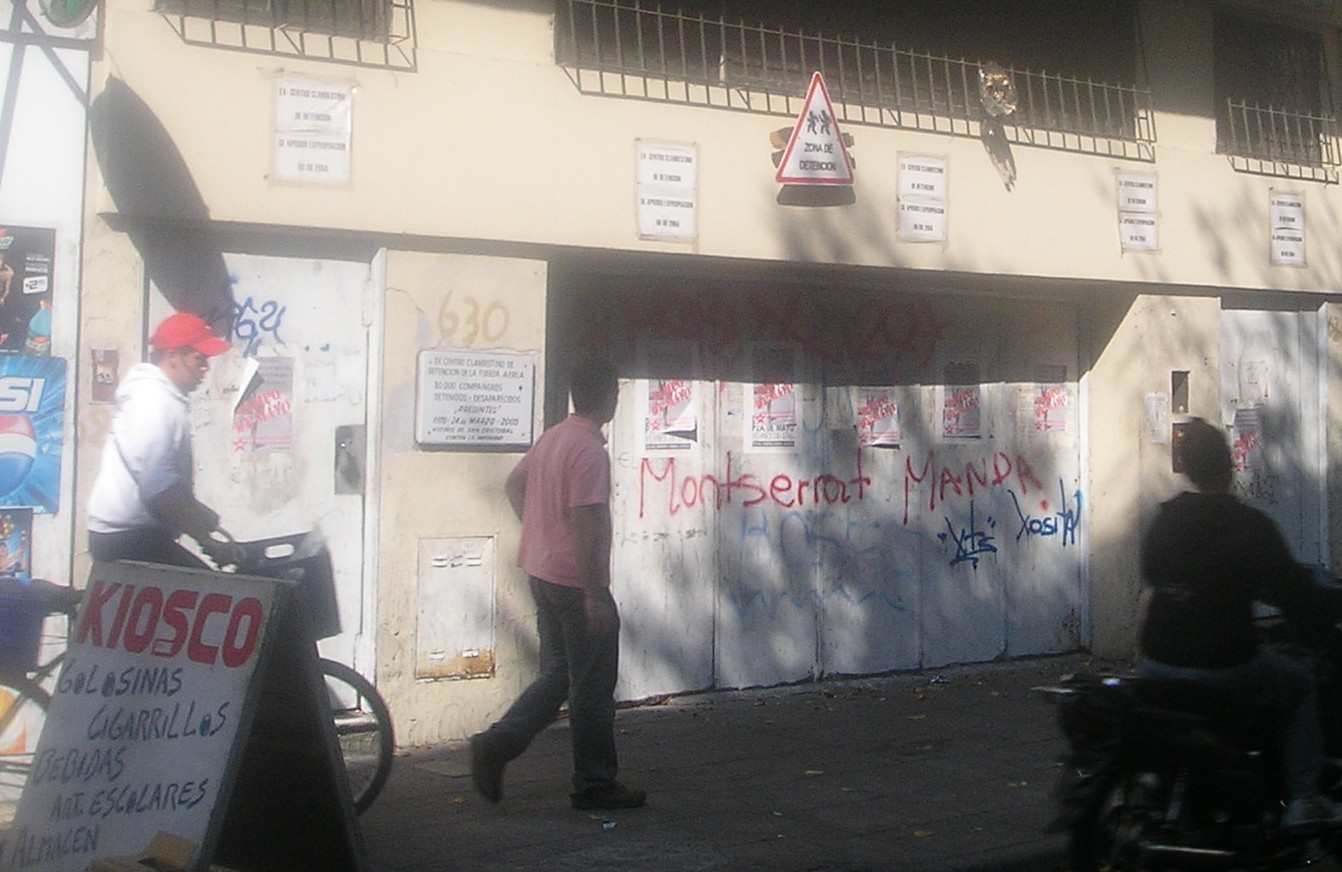
Centro de detención Virrey Cevallos.

A fines de 2004, la Legislatura porteña sancionó las leyes N° 1454 y 1505, que declararon al inmueble “de utilidad pública y sujeto a expropiación” y “Sitio Histórico”, respectivamente. La casa fue finalmente abierta al público en enero de 2009.    
En la actualidad el Centro Clandestino de Detención Virrey Cevallos funciona como Espacio Para la Memoria donde se puede acceder a visitas guiadas, talleres, encuentros, jornadas, ciclos de cine y muestras que, junto a las tareas de investigación y conservación, tienen por objeto la reconstrucción de la memoria y la promoción y defensa de los derechos humanos.  Las visitas están dirigidas al público en general e instituciones educativas.